# عبد الرحمان أمالو (شاعر)
عبدالرحمان امالو ، من مواليد 8 يوليو 1954 في القبة هو كاتب وشاعر، وملحن جزائري/ وهو الابن الثاني لتاجر محلي من إيغيل إيزوزين.
بين السبعينيات والثمانينيات من القرن الماضي، أثناء مواصلة دراسته، قام بتأليف وأداء ونشر مع Éditions D.D.A أربع أغنيات باللغة البربرية كتبها سيد علي نايت قاسي (مغني وشاعر غنائي ومضيف برنامج إذاعي لمنطقة القبائل). بعض قصائده المترجمة إلى العربية والأمازيغية تناولها مطربون جزائريون وآخرون مثل سيد علي نايت قاسي، سماح عقلة، شريف دوزين...
أسس عام 2008 دار نشر «الإبصار بالمعرفة» التي تختصّ بإصدار الكتب بصيغة بريل للمكفوفين، وإصدار الأقراص الصوتية بأغلفة مكتوبة بصيغة بريل، وكانت نسخة القرآن الكريم مطبوعة بطريقة بريل هي أولى إصدارات دار الإبصار بالمعرفة.

## مؤلفاته
كتب عبدالرحمان امالو العديد من المؤلفات والدواوين الشعرية والتي تُرجم بعضها إلى عدد من اللغات كالإنجليزية، والفرنسية والإسبانية، والأمازيغية، كما أتيحت بكتابة بريل للمكفوفين، ومنها:
- كلمات وآلام (شعر): صدر عن دار نونو للنشر وتُرجم إلى سبعة لغات أجنبية من بينها الإنجليزية والفرنسية والإسبانية، كما أتيح بتلك اللغات مكتوبًا بطريقة برايل للمكفوفين.[4]
- ثرثرة بالأبيات (شعر)
- اللعب بالأبيات (شعر): ترجم إلى اللغة الفرنسية.

ومن مؤلفاته في مجال الموسيقى:
- استراحات موسيقية: صدر عام 2010.
- قوس قزح موسيقي: صدر عام 2011.

## التكريم والجوائز
نال الشاعر عبدالرحمان امالو تكريم العديد من الجهات المحلية والدولية مثل:
- تكريمه من معهد ثيربانتس عن نسخة ديوان «الشعر كلمات وآلام» المكتوبة بطريقة برايل للمكفوفين.[5]
- جائزة جوبا في عام 2010 مقدمة من شركة نونو للنشر.[6]